# Músaion v Alexandrii

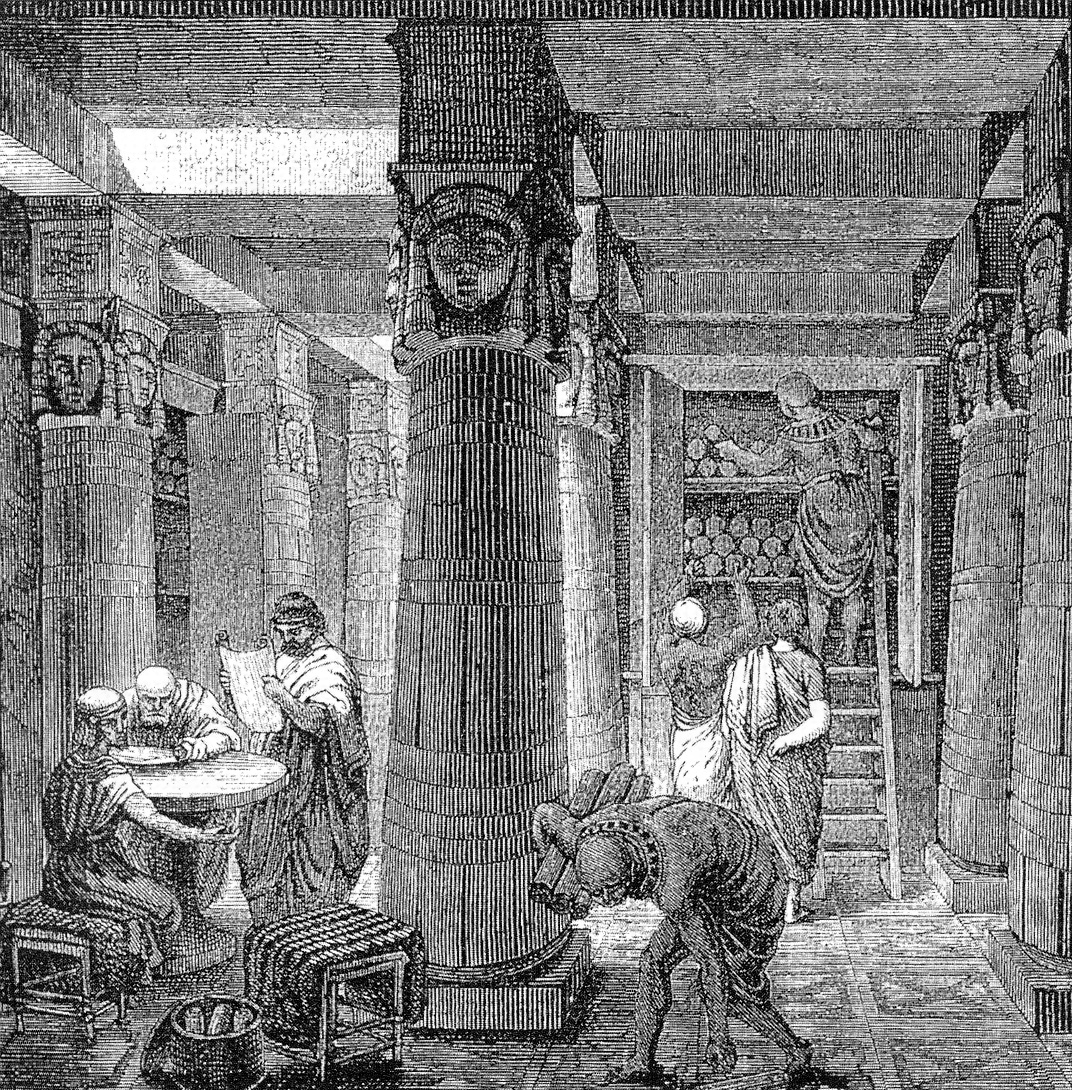
Umělecká představa Alexandrijské knihovny

Músaion / Múseion v Alexandrii bylo ve starověkém antickém světě nejslavnější a v dnešní době nejznámější músaion. Byla to po několik staletí nejvýznamnější starověká badatelská instituce a centrum soudobého vědění vůbec. Jeho součástí byla proslulá alexandrijská knihovna. Aleandrijské músaion je pokládáno za první instituci, jejímž jediným účelem bylo zajistit učencům nejpříhodnější podmínky pro jejich bádání, přičemž veškeré výdaje včetně platů zaměstnanců byly hrazeny státem. Músaion bylo založeno na konci 4. nebo na počátku 3. století př. n. l. Ptolemaiem I. nebo Ptolemaiem II. v egyptské Alexandrii z podnětu Démétria Falérského; na rozdíl od ostatních tehdejších soukromých músaí ovšem jeho členy nebyli filosofové, ale především vědci a spisovatelé. Bylo vybudováno na idejích Aristotelova Lykeia a jeho charakeristickým znakem bylo úzké sepětí umění a vědy, a to včetně věd přírodních; zde pěstovaná věda měla „filosofický kontext aristotelský i pýthagorejský, ale nechávala se vést svým vlastním tématem a metodou, nezávisle na filosofii, často však v duchu akademické skepse.“ Prvním představeným byl Zénodotos z Efesu, z významných učenců zde působili zde např. matematik Eukleidés, fyzik Archimédés, astronomové Hipparchos a Aristarchos, chronograf a geograf Eratosthenés či lékaři Hérofilos a Eratostratos. V době pozdní antiky se Músaion stalo útočištěm alexandrijského pohanství oproti dominujícímu křesťanství. Posledním známým členem a možná i představeným Músaia byl Theón z Alexandrie a jeho dcera Hypatie z Alexandrie, nejpozději po její smrti nejspíše instituce zanikla.